# Чертаново Центральне
Чертаново Центральне — район у Москві (Росія), розташований у Південному адміністративному окрузі, і відповідне йому однойменне внутрішньоміське муніципальне утворення.

## Показники району
За даними на 2010 рік площа території району становить 651,59 га. Населення району — 111 967 осіб. Щільність населення — 17183,7 ос./км², площа житлового фонду — 2907 тис. м² (2010 рік).